# Академія Азійської кінопремії
Академія Азійської кінопремії (англ. Asian Film Awards Academy, кит.: 亞洲電影大獎學院, AFAA) — неприбуткова організація, заснована Гонконзьким, Пусанським та Токійським міжнародними кінофестивалями з метою пропагування азійського кінематографа і відзначення його найкращих зразків. Найголовнішим напрямком діяльності Академії є організація щорічної Азійської кінопремії.

## Історія
2007 року, за ініціативи Вілфреда Вонга, голови Гонконзького міжнародного кінофестивалю, започатковано Азійську кінопремію. В перші роки існування премії нею опікувалось Товариство Гонконгського міжнародного кінофестивалю. 2013 року, на зустрічі в Пекіні, з метою підвищити міжнародну легітимність, статус і розширити вплив премії, керівники Гонконзького, Пусанського та Токійського міжнародних кінофестивалів спільно заснували Академію Азійської кінопремії. Виконавчий комітет Академії очолив Вілфред Вонг, голова Товариства Гонконзького міжнародного кінофестивалю, до складу комітету увійшли Лі Йон Кван, директор Південнокорейського Міжнародного кінофестивалю в Пусані, та Ясусі Шіїна, генеральний директор Токійського міжнародного кінофестивалю та голова TIFFCOM, найбільшого японського ринку кіно- і телеконтента.

## Склад
Головує в Академії Азійської кінопремії Вілфред Вонг. Керівництво Академії в 2023 році складається з провідних діячів азійської кіноіндустрії, таких як Пітер Лем, голова продюсерської компанії Media Asia Group; Лі Йон Кван, директор Міжнародного кінофестивалю в Пусані; Ясусі Шіїна, віцепрезидент UNIJAPAN та CEO японської компанії TIFFCOM; голова Токійського міжнародного кінофестиваля Андо Хіроясу та президент відеоагенції Salon Films Group Фред Ван. Члени Академії Азійської кінопремії обираються з-поміж номінантів та лауреатів минулих років.

## Азійська кінопремія
Найголовнішою серед подій, організованих академією, є щорічна церемонія нагороджування премією Азійською кінопремією. Церемонії зазвичай відбуваються в березні і найчастіше проходять в Гонконзі, Пусані та Макао. Номінуються повнометражні азійські фільми і кінодіячі країн Азії. Після остаточного формування Академією списку номінантів, члени журі та члени Академії з правом голосу (що складаються з попередніх лауреатів премії) голосують за допомогою онлайн-системи.
Нагороди присуджують у понад 15 категоріях, серед яких: «Найкращий фільм», «Найкращий режисер», «Найкращий актор» і «Найкраща акторка», «Найкращий актор другого плану» і «Найкраща акторка другого плану», «Найкращий новий режисер», «Найкращий початківець», «Найкращий сценарист», «Найкращий монтажер», «Найкращий оператор», «Найкраща музика», «Найкращі візуальні ефекти» та ін. Окрім основних категорій існує також низка спеціальних нагород.

## Інша діяльність
Академія Азійської кінопремії також запроваджує впродовж року заходи та програми, спрямовані на популяризацію азійських фільмів і розширення кіноринку, а також налагоджує та підтримує зв'язки між професіоналами кіноіндустрії. Академія організовує виїзні кінопокази, майстер-класи, навчання та стажування за кордоном молодих кінематографістів, відвідування студентами міжнародних кінофестивалів.